# Liste der Kulturdenkmale in der Gmina Kuślin
In der Liste der Kulturdenkmale in der Gmina Kuślin sind alle Kulturdenkmale der Gmina Kuślin, zugehörig zum Powiat Nowotomyski in der polnischen Woiwodschaft Großpolen, aufgelistet. Grundlage ist die Veröffentlichung der Denkmalliste des Narodowy Instytut Dziedzictwa  (NID, deutsch Nationales Institut für Kulturerbe) für die Woiwodschaft Großpolen vom 31. Dezember 2022. Die folgenden Angaben ersetzen nicht die rechtsverbindliche Auskunft der Denkmalbehörde.

## Legende
- Lage: Angabe von Ort, Straßenname und Hausnummer des Kulturdenkmals. Der Link Standort führt zu verschiedenen Kartendarstellungen und nennt die Koordinaten des Kulturdenkmals.
- Objekt: Name, Bezeichnung oder die Art des Kulturdenkmals.
- Beschreibung: gibt die baulichen und geschichtlichen Einzelheiten des Kulturdenkmals an, vorzugsweise die Denkmaleigenschaften.
- NID-Nr.: Registriernummer des Kulturdenkmals entsprechend den Listen des Narodowy Instytut Dziedzictwa (NID, deutsch Nationalinstitut für Kulturerbe). Sie identifiziert das Kulturdenkmal eindeutig.
- Bild: zeigt ein Bild des Kulturdenkmals und gegebenenfalls einen Link zu weiteren Fotos des Kulturdenkmals im Medienarchiv Wikimedia Commons.

## Denkmalliste nach Ortsteilen
Die denkmalgeschützten Objekte werden entsprechend der polnischen Denkmalliste nach Ortsteilen aufgelistet.

### Chraplewo
| Lage                 | Objekt                 | Beschreibung                                        | NID-Nr.      | Bild            |
| -------------------- | ---------------------- | --------------------------------------------------- | ------------ | --------------- |
| Chraplewo ()         | Schlosskomplex         | zweite Hälfte des 19. Jahrhunderts, 20. Jahrhundert |              |                 |
| Chraplewo (Standort) | Schloss                | Baujahr 1888                                        | 925/1/Wlkp/A | weitere Bilder  |
| Chraplewo (Standort) | Kutschenstall          | Baujahr 1888                                        | 925/2/Wlkp/A | Kutschenstall   |
| Chraplewo (Standort) | Gärtnerhäuschen        | Ende 19. Jahrhundert                                | 925/3/Wlkp/A | Gärtnerhäuschen |
| Chraplewo (Standort) | Park                   | 19. Jahrhundert                                     |              | BW              |
| Chraplewo ()         | Gutsgebäude            |                                                     | 49/Wlkp/A    |                 |
| Chraplewo ()         | Stallgebäude           |                                                     |              |                 |
| Chraplewo ()         | Scheune 1              |                                                     |              |                 |
| Chraplewo ()         | Scheune 2              |                                                     |              |                 |
| Chraplewo ()         | Stall                  |                                                     |              |                 |
| Chraplewo ()         | Einfriedung mit Pforte |                                                     |              |                 |

### Głuponie
| Lage                | Objekt     | Beschreibung    | NID-Nr. | Bild           |
| ------------------- | ---------- | --------------- | ------- | -------------- |
| Głuponie (Standort) | Herrenhaus | 18. Jahrhundert | 117/A   | weitere Bilder |

### Kuślin
| Lage              | Objekt            | Beschreibung | NID-Nr. | Bild           |
| ----------------- | ----------------- | --- | ------- | -------------- |
| Kuślin (Standort) | Dorfkirche Kuślin | Die ehemalige evangelische Kirche wurde von 1881 bis 1883 errichtet, nachdem Kuschlin 1865 zum Pfarrort einer neuen Kirchengemeinde ernannt worden war. Neugotische Saalkirche mit quadratischem Westturm und Apsis, aus dunkelroten Ziegeln mit einem Feldsteinsockel. Jetzt römisch-katholische Kirche Zmartwychwstania Pańskiego (Auferstehungskirche). | 2572/A  | weitere Bilder |

### Michorzewo
| Lage                  | Objekt              | Beschreibung                      | NID-Nr. | Bild                |
| --------------------- | ------------------- | --------------------------------- | ------- | ------------------- |
| Michorzewo (Standort) | Pfarrkirche         | 1797–1800                         | 2478/A  | weitere Bilder      |
| Michorzewo (Standort) | Kapelle 1           | 1797–1800                         | 933/A   | Kapelle 1           |
| Michorzewo (Standort) | Kapelle 2           | 1797–1800                         | 933/A   | Kapelle 2           |
| Michorzewo (Standort) | Einfriedung mit Tor | 1797–1800                         |         | Einfriedung mit Tor |
| Michorzewo (Standort) | Palastkomplex       |                                   |         | weitere Bilder      |
| Michorzewo (Standort) | Palast              | Baujahr 1914                      | 15151/A | weitere Bilder      |
| Michorzewo (Standort) | Park                | erste Hälfte des 19. Jahrhunderts | 1687/A  | Park                |

### Śliwno
| Lage              | Objekt                      | Beschreibung                              | NID-Nr. | Bild                        |
| ----------------- | --------------------------- | ----------------------------------------- | ------- | --------------------------- |
| Śliwno (Standort) | Herrenhauskomplex           | 18. Jahrhundert bis Mitte 19. Jahrhundert | 335/A   | BW                          |
| Śliwno ()         | Park                        | 18. Jahrhundert                           |         | Park                        |
| Śliwno ()         | Turm                        | zweite Hälfte des 19. Jahrhunderts        |         | Turm                        |
| Śliwno ()         | Grabkapelle von Hildebrandt | 19./20. Jahrhundert                       |         | Grabkapelle von Hildebrandt |
| Śliwno ()         | Herrenhaus                  | erste Hälfte des 19. Jahrhunderts         |         | Herrenhaus                  |
| Śliwno ()         | Schmiedewerkstatt           | Mitte des 19. Jahrhunderts                |         | Schmiedewerkstatt           |

### Trzcianka
| Lage                 | Objekt         | Beschreibung                                       | NID-Nr. | Bild           |
| -------------------- | -------------- | -------------------------------------------------- | ------- | -------------- |
| Trzcianka (Standort) | Schlosskomplex | zweite Hälfte des 19. Jahrhunderts/20. Jahrhundert | 1777/A  | weitere Bilder |
| Trzcianka (Standort) | Schloss        | zweite Hälfte des 19. Jahrhunderts, 1910           |         | weitere Bilder |
| Trzcianka ()         | Park           | zweite Hälfte des 19. Jahrhunderts, 1910           |         |                |

### Turkowo
| Lage               | Objekt                          | Beschreibung                      | NID-Nr. | Bild                            |
| ------------------ | ------------------------------- | --------------------------------- | ------- | ------------------------------- |
| Turkowo (Standort) | Mausoleum der Familie von Stich | Anfang des 20. Jahrhunderts       | 2632/A  | Mausoleum der Familie von Stich |
| Turkowo (Standort) | Park des Herrenhauses           | erste Hälfte des 19. Jahrhunderts | 334/A   | BW                              |

### Wąsowo
| Lage              | Objekt                      | Beschreibung                             | NID-Nr. | Bild                   |
| ----------------- | --------------------------- | ---------------------------------------- | ------- | ---------------------- |
| Wąsowo (Standort) | Komplex Schloss Wąsowo      | 18./20. Jahrhundert                      |         | Komplex Schloss Wąsowo |
| Wąsowo (Standort) | Schloss, auch Burg genannt  | 1870–72 nach Entwurf von Gustav Erdmann  | 1689/A  | weitere Bilder         |
| Wąsowo (Standort) | Schloss                     | 1780 bis 1786                            |         | Schloss                |
| Wąsowo (Standort) | Kapelle, heute Filialkirche | 1790                                     |         | weitere Bilder         |
| Wąsowo (Standort) | Park                        | 18./19. Jahrhundert, 19./20. Jahrhundert |         | Park                   |
| Wąsowo ()         | Gärtnerhaus                 | 19./20. Jahrhundert                      | 2245/A  | Gärtnerhaus            |
| Wąsowo ()         | Pförtnerhaus                | 19./20. Jahrhundert                      |         | Pförtnerhaus           |